# Okręg Kukës
Okręg Kukës (alb. rrethi i Kukësit) – jeden z trzydziestu sześciu okręgów administracyjnych w Albanii; leży w północno-wschodniej części kraju, w obwodzie Kukës. Liczy ok. 45 tys. osób (2008) i zajmuje powierzchnię 938 km². Jego stolicą jest Kukës. W skład okręgu wchodzi piętnaście gmin. Jedna miejska Kukes oraz czternaście wiejskich: Arrën, Bicaj, Bushtricë, Grykë-Çajë, Kalis, Kolsh, Malzi, Shishtavec, Shtiqën, Surroj, Tërthorë, Topojan, Ujmisht, Zapod.
Podczas wojny w Kosowie wielu Albańczyków, mieszkających w tej serbskiej prowincji schroniło się w Kukës i jego okolicach. Skomplikowało to i tak już niełatwą sytuację miasta (przeludnienie, problemy z kwaterunkiem, wodą i prądem).